# Gwendolyn Yates Whittle
Gwendolyn Yates Whittle (* 1961) ist eine Tontechnikerin.

## Leben
Whittle begann ihre Karriere 1985 zunächst als Filmeditor-Assistentin, wechselte jedoch 1988 in die Tontechnik, wo sie ihr Debüt bei Philip Kaufmans Literaturverfilmung Die unerträgliche Leichtigkeit des Seins hatte. Als Mitarbeiterin von Skywalker Sound war sie an zahlreichen Produktionen von George Lucas beteiligt, darunter die Spielfilme Indiana Jones und der letzte Kreuzzug und Star Wars: Episode I – Die dunkle Bedrohung. In den 1990er Jahren arbeitete sie auch an der Fernsehserie Die Abenteuer des jungen Indiana Jones sowie auf der Indiana-Jones-Figur basierenden Fernsehfilme und Direct-to-Video-Produktionen.
2010 war sie für Avatar – Aufbruch nach Pandora zusammen mit Christopher Boyes für den Oscar in der Kategorie Bester Tonschnitt nominiert. Im darauf folgenden Jahr war für Tron: Legacy ein zweites Mal für den Tonschnitt-Oscar nominiert, diesmal gemeinsam mit Addison Teague. Whittle war zwischen 1998 und 2016 insgesamt 22 Mal für den Golden Reel Award nominiert, wovon sie die Auszeichnung fünf Mal gewinnen konnte.

## Filmografie (Auswahl)
- 1988: Die unerträgliche Leichtigkeit des Seins (The Unbearable Lightness of Being)
- 1989: Indiana Jones und der letzte Kreuzzug (Indiana Jones and the Last Crusade)
- 1991: Terminator 2 – Tag der Abrechnung (Terminator 2: Judgment Day)
- 1992: Aus der Mitte entspringt ein Fluß (A River Runs Through It)
- 1997: Titanic
- 1999: Star Wars: Episode I – Die dunkle Bedrohung (Star Wars: Episode I – The Phantom Menace)
- 2001: A.I. – Künstliche Intelligenz (A.I. – Artificial Intelligence)
- 2002: Minority Report
- 2004: The Village – Das Dorf (The Village)
- 2008: Iron Man
- 2009: Avatar – Aufbruch nach Pandora (Avatar)
- 2010: Tron: Legacy
- 2013: Thor – The Dark Kingdom (Thor: The Dark World)
- 2016: Alice im Wunderland: Hinter den Spiegeln (Alice Through the Looking Glass)
- 2021: WandaVision (Fernsehserie)
- 2022: Jurassic World: Ein neues Zeitalter (Jurassic World Dominion)
- 2022: Avatar: The Way of Water

## Auszeichnungen (Auswahl)
- 2010: Oscar-Nominierung in der Kategorie Bester Tonschnitt für Avatar
- 2011: Oscar-Nominierung in der Kategorie Bester Tonschnitt für Tron: Legacy
- 2023: Oscar-Nominierung in der Kategorie Bester Ton für Avatar: The Way of Water